# Alma Mahler
Alma Margaretha Maria Mahler, född Schindler den 31 augusti 1879 i Wien, död 11 december 1964 i New York, var en österrikisk tonsättare och konstnär. Hon blev känd bland annat för sina äktenskap med Gustav Mahler, Walter Gropius och Franz Werfel.

## Biografi
Alma Mahler var dotter till målaren Emil Jakob Schindler. Familjen hade ett stort umgänge av konstnärer, vetenskapsmän och författare och både Gustav Klimt, Sigmund Freud och Richard Strauss hörde till kretsen. Hon studerade komposition och förförde sin lärare Alexander von Zemlinsky. Den utvalde blev dock Gustav Mahler, som hon mötte i november 1901. Den erotiska och personliga kemin var ögonblicklig och året därpå gifte de sig; i Alma fann Mahler en hustru som både förstod hans musik och kände stark tillgivenhet för honom. Hon födde två döttrar: Maria Anna (född 1902, död 1907 i scharlakansfeber) och Anna (född 1904, död 1988).
Omkring 1910 inledde Alma Malhler en förbindelse med arkitekten Walter Gropius; när detta kom till makens kännedom blev resultatet en allvarlig kris. Alma och Gustav Mahler lappade ihop äktenskapet, men hon fortsatte i hemlighet att ha kontakt med Gropius. 1915, några år efter Mahlers död 1911, gifte de sig, efter att Alma Mahler även haft en omskriven relation med Oskar Kokoschka.
Alma Mahler födde en dotter, Manon, som ärvde sin mors livfullhet, charm och konstnärliga begåvning; hon avled i polio 1935. Alban Bergs violinkonsert med inskriften Till minnet av en ängel (1935) är tillägnad hennes minne.
Alma Mahler och Gropius skilde sig 1920 och hon hade då redan inlett en förbindelse med författaren Franz Werfel. De gifte sig först 1929, ett äktenskap som kom att bli hennes längsta och varade till Werfels död 1945. De hade då emigrerat undan nazismen till USA. 
Efter kriget återvände Alma Mahler till hemstaden Wien; hon skrev sina memoarer Mein Leben (1960) och kom att bli en viktig länk i den renässans för Gustav Mahlers musik som var på gång. Efter stort motstånd övertygade hon sig själv om det riktiga i att stödja Deryck Cookes projekt att skapa en uppförandeversion av Mahlers tionde symfoni, ett mycket kontroversiellt företag.
Alma Mahler är besjungen av Tom Lehrer.

## Verk
- Fem sånger för röst och piano (publicerade i januari 1911)
  - "Die stille Stadt" (text Richard Dehmel)
  - "In meines Vaters Garten" (text Otto Erich Hartleben)
  - "Laue Sommernacht" (text Otto Julius Bierbaum)
  - "'Bei dir ist es traut" (text Rainer Maria Rilke)
  - "Ich wandle unter Blumen" (text Heinrich Heine)
- Fyra sånger för röst och piano (publicerade i juni 1915)
  - "Licht in der Nacht" (text Otto Julius Bierbaum)
  - "Waldseligkeit" (text Richard Dehmel)
  - "Ansturm" (text Richard Dehmel)
  - "Erntelied" (text Gustav Falke)
- Fem sånger för röst och piano (publicerade i april 1924)
  - "Hymne" (text Novalis)
  - "Ekstase" (text Otto Julius Bierbaum)
  - "Der Erkennende" (text Franz Werfel)
  - "Lobgesang" (text Richard Dehmel)
  - "Hymne an die Nacht" (text Novalis)
- Postumt publicerade sånger (2000)
  - "Leise weht ein erstes Blühn" (text Rainer Maria Rilke)
  - "Kennst du meine Nächte?" (text Leo Greiner)